# Sô-Ava
Sô-Ava ist eine Stadt, ein Arrondissement und eine Kommune im Département Atlantique in Benin.

## Demographie und Verwaltung
Gemäß der Volkszählung von 2013 hatte Sô-Ava als Arrondissement 13.347 Einwohner, davon waren 6623 männlich und 6724 weiblich. Die wesentlich größere Kommune zählte zu diesem Zeitpunkt 118.547 Einwohner, davon 60.020 männlich und 58.527 weiblich.
Die sieben Arrondissements, neben Sô-Ava noch Ahomey-Lokpo, Dékanmey, Ganvié I und II, Houédo-Aguékon, sowie Vekky, die der Gerichtsbarkeit der Kommune unterstehen, umfassen kumuliert 69 Dörfer. Davon entfallen 8 auf das Arrondissement Sô-Ava: Ahomey Domey-Zounmey, Ahomey-Fonsa, Ahomey-Gbékpa, Ahomey-Gblon, Dogodo, Dokodji, Houndomey und Sindomey.

## Persönlichkeiten
- Loth Wanvoun (* 2001), Fußballspieler